# Санчо I (король Арагону)
Санчо I Рамірес (ісп. Sancho I; 1042 — 4 червня 1094) — король Арагону (1063—1094) і Наварри (як Санчо V, 1076—1094). Син арагонського короля Раміро I. Батько арагонсько-наваррських королів Педро I, Альфонсо I й арагонського короля Раміро II. Успадкував наваррський трон після смерті Санчо IV (1076).

## Імена
- Санчо I (ісп. Sancho I) — як король Арагону.
- Санчо V (ісп. Sancho V) — як король Наварри.
- Санчо Арагонський — як король Арагону.
- Санчо Наваррський — як король Наварри.
- Санчо Рамірес (ісп. Sancho Ramírez) — по-батькові, як син арагонського короля Раміро I.

## Біографія
Походив з Арагонської династії. Син Раміро I, короля Арагону, й Ермесінди де Біггор.

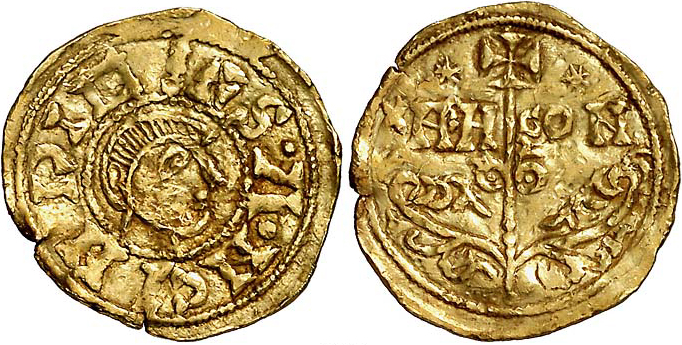
Золотий манкус Санчо I Раміреса. 1,95 г. 18-каратного золота. Виготовлений 1089 р. в Хаці. АВЕРС: профіль Санчо Раміреса. Легенда: SANC(ius).IN D(ei).(nomi)NE (Санчо в ім'я Бога) або SANCI(I) N(OST)RI M(AN)C(USUS) за різними джерелами. РЕВЕРС: Процесійний хрест на ніжці з рослинними прикрасами з боків. Легенда: ARA-GON.

Санчо I продовжив війни з арабами, розпочаті його батьком. Він захопив належні їм землі в горах Арагона, Собрарбе і Рібагорси та зайняв землі на рівнинах за течією Синки, Гальєго і інших річок, що впадають в Ебро. Незабаром він одружився з донькою графа Уржель.
У 1065 році за допомогою лицарів з графств Франції та Італії (насамперед бургундців) король Арагону опанував фортецею Барбастро. Втім 1066 року маври повернули її собі, і Санчо I довелося захоплювати її вдруге.
У 1067—1068 роках він підтримав Санчо IV, короля Наварри, проти короля Санчо II, короля Кастилії, у так званій «Війні Трьох Санчо», але наваррсько-арагонський союз зазнав невдачі — було втрачено Буребу, Альта-Ріоху, Алаву. У 1068 році відвідав Рим, де вів перемовини з папою римським Олександром II.
У 1076 році Санчо IV Наваррського було убито в Пеньялені власним братом Рамоном. Останній шукав підтримки у Ахмеда Моктадіра, еміра Сарагоси. У відповідь король Арагону пішов на нього, опанував кількома містами на Ебро. Оскільки діти Санчо IV були ще малі, територія його королівства була розділена між Кастилією і Арагоном. Санчо I дісталася власне Наварра, і його було обрано там королем під ім'ям Санчо V. Після цього він продовжив війну з арабами, чиї землі клином врізалися в його територію.
У 1084 році на землі Арагону вдерлися війська на чолі з Сідом Кампеадором (перебував на службі еміра Сарагоси), який завдав поразки королю у битві при Морелья. Це зупинило наступ арагонців на південь Піренеїв. З цього моменту Санчо I діяв в долині річки Ебро. У 1088 році визнав зверхність Папи Римського Урбана II.
Зумів захопити Граус в 1083 році, Естаду і Монсон у 1089 році, 1093 року — Альменар. Водночас допомагав Альфонсо VI, королю Кастилії, у невдалій для християн битві при Сілаці 1086 року, обороні Толедо 1090 року. У 1092 року уклав союз з Сідом Кампеадором.
Санчо I у 1094 році підійшов до великої фортеці Уеска, але під час облоги був важко поранений стрілою і помер, заповівши синові Педро продовжувати війну.

## Родина
1. Дружина — Ізабелла, донька Арменголя III, графа Урхельського
Діти:
- Педро (1068/1069—1104), король у 1094—1104 роках

2. Дружина — Феліція, донька Ілдуіна IV, графа де Монтідідьє і Русі
Діти:
- Фернандо (бл.1080—1086)
- Альфонсо (1073/1074—1134), король у 1104—1134 роках
- Раміро (бл.1075—1147), король у 1034—1036 роках

1 бастард